# Liste der Bodendenkmale in Halvesbostel
In der Liste der Bodendenkmale in Halvesbostel sind alle Bodendenkmale der niedersächsischen Gemeinde Halvesbostel aufgelistet. Die Quelle ist der Denkmalatlas Niedersachsen. Der Stand der Liste ist der 29. Oktober 2024.

## Allgemein
In den Spalten finden sich folgende Informationen des Bodendenkmales :
- Lage        : geographische Koordinaten
- Bezeichnung : Bezeichnung lt. Denkmalatlas
- Beschreibung: Beschreibung lt. Denkmalatlas
- ID          : Objekt-ID
- Bild        : Bild, ggf. zusätzlich mit Link zu weiteren Fotos im Medienarchiv Wikimedia Commons.

## Halvesbostel
| Lage                        | Bezeichnung                | Beschreibung | ID       | Bild |
| --------------------------- | -------------------------- | --- | -------- | ---- |
| 53° 21′ 8″ N, 9° 39′ 16″ O  | Halvesbostel 2, Grabhügel  | Flach, zur Hälfte unter Gemeindeweg gelegen. Durchmesser betrug 12 m und 0,7 m Höhe. 1971 fand eine Notgrabung statt, die einen den Hügelfuss umfassenden Steinkranz und eine Nachbestattung, jedoch keine Spuren der Zentralbestattung nachweisen konnte. Heute sind nur noch geringe Reste obertägig sichtbar. | 28959567 | BW   |
| 53° 21′ 5″ N, 9° 38′ 12″ O  | Halvesbostel 8, Grabhügel  | Verflacht aber gut konturiert, Durchmesser 10 m und erhaltene Höhe 0,6 m. | 28959573 | BW   |
| 53° 20′ 28″ N, 9° 39′ 8″ O  | Halvesbostel 19, Grabhügel | Breit, flach mit sanft auslaufenden Rand. Oberfläche durch Forststreifenpflug und weitere Eingrabungen gestört. Durchmesser 15 m, erhaltene Höhe 0,5 m. | 28961487 | BW   |
| 53° 20′ 25″ N, 9° 39′ 3″ O  | Halvesbostel 20, Grabhügel | Rund mit zerwühlter Oberfläche und evtl. einer alten Eingrabung in der Mitte. Durchmesser 12 m, erhaltene Höhe 0,7 m. | 28959677 | BW   |
| 53° 20′ 24″ N, 9° 39′ 33″ O | Halvesbostel 21, Grabhügel | Gleichmäßig gewölbt mit verfließendem Rand, Durchmesser 10 m und erhaltene Höhe 0,8 m. | 28959685 | BW   |
| 53° 20′ 23″ N, 9° 39′ 34″ O | Halvesbostel 22, Grabhügel | Groß, flach mit verfließendem Rand, Eintiefung an Westseite ist vermutlich eine alte Eingrabung. Durchmesser 15 m, erhaltene Höhe 0,9 m. | 28959679 | BW   |
| 53° 21′ 17″ N, 9° 39′ 10″ O | Halvesbostel 24, Grabhügel | Wuchtig, rund, im Westen vom Todtweg angeschnitten. Durchmesser 14 m, erhaltene Höhe 0,9 m. | 28959687 | BW   |
| 53° 21′ 16″ N, 9° 39′ 10″ O | Halvesbostel 25, Grabhügel | Kräftig gewölbt, im Osten und Westen durch alte Wegespuren des Todtweges angeschnitten. Durchmesser 14 m, erhaltene Höhe 0,8 m. | 28959688 | BW   |
| 53° 21′ 53″ N, 9° 38′ 48″ O | Halvesbostel 36, Grabhügel | Rund, stark abgeplattet, durch Erdentnahme und Anlage von Hackfruchtmieten stark beschädigt. Durchmesser ca. 20 m, erhaltene Höhe 1 m. | 28959699 | BW   |
| 53° 21′ 47″ N, 9° 39′ 11″ O | Halvesbostel 38, Grabhügel | Groß mit steilem Rand, nordöstliches Drittel abgetragen. Durchmesser 14 m, erhaltene Höhe 0,9 m. | 28959700 | BW   |
| 53° 21′ 55″ N, 9° 39′ 4″ O  | Halvesbostel 40, Grabhügel | Kräftig gewölbt in gutem Erhaltungszustand. Durchmesser 17 m, erhaltene Höhe 1,6 m. | 28959691 | BW   |
| 53° 22′ 0″ N, 9° 39′ 11″ O  | Halvesbostel 41, Grabhügel | Bis auf einen flachen Rest obertägig abgetragen. Durchmesser ca. 15 m. | 28959693 | BW   |
| 53° 22′ 1″ N, 9° 39′ 11″ O  | Halvesbostel 42, Grabhügel | Abgeflacht mit steilem Rand. Kuppe durch große alte Eingrabung gestört. Durchmesser 12 m, erhaltene Höhe 0,70 m. | 28959704 | BW   |
| 53° 22′ 15″ N, 9° 38′ 20″ O | Halvesbostel 43, Grabhügel | Rest eines großen Grabhügels. Westseite etwa zur Hälfte abgegraben. Gesamtdurchmesser ca. 20 m, erhaltene Höhe 2,5 m. Anlässlich einer Zustandskontrolle wurden 2014 Flintartefakte, darunter das Halbfabrikat einer weidenblattförmigen Projektilspitze geborgen.                                               | 28959701 | BW   |

### Halvesbostel 9
- ID:28959574
- Grabhügelfeld, bestehend aus mindestens 6 Grabhügeln, die Durchmesser zwischen 7,5 – 15 m und erhaltene Höhen zwischen 0,6 – 0,7 m besitzen.

| Lage                        | Bezeichnung     | Beschreibung | ID       | Bild |
| --------------------------- | --------------- | --- | -------- | ---- |
| 53° 20′ 50″ N, 9° 38′ 35″ O | Halvesbostel 9  | Sehr flach, Durchmesser 15 m, erhaltene Höhe 0,7 m. | 28962853 | BW   |
| 53° 20′ 51″ N, 9° 38′ 39″ O | Halvesbostel 10 | Flach mit Spuren des Forststreifenpflugs. Durchmesser 10 m, erhaltene Höhe 0,6 m. | 28962845 | BW   |
| 53° 20′ 53″ N, 9° 38′ 43″ O | Halvesbostel 11 | Flach mit deutlich abgesetztem Rand. Durchmesser 12 m, erhaltene Höhe 0,7 m. | 28962847 | BW   |
| 53° 20′ 46″ N, 9° 38′ 22″ O | Halvesbostel 12 | Klein, im Zentrum eine alte, verwaschene Eingrabung die die Oberkante einer senkrecht stehenden Steinplatte freigelegt hat. Oberfläche durch Spuren des Forststreifenpflugs gestört. Durchmesser 7,5 m, erhaltene Höhe 0,7 m. | 28962850 | BW   |
| 53° 20′ 46″ N, 9° 38′ 32″ O | Halvesbostel 13 | Flach, gleichmäßig gewölbt. Störungen durch Forststreifenpflug vorhanden. Durchmesser 10 m, erhaltene Höhe 0,7 m. | 28962851 | BW   |
| 53° 20′ 44″ N, 9° 38′ 30″ O | Halvesbostel 14 | Flach mit verfließendem Rand. Pflugspuren überziehen die Oberfläche. Durchmesser 10 m, erhaltene Höhe 0,6 m. | 28962849 | BW   |

### Halvesbostel 15
- ID:28959678
- Grabhügelfeld, bestehend aus 6 Grabhügeln mit Durchmessern zwischen 7,5 m – 15 m und erhaltenen Höhen zwischen 0.6 – 1,4 m.

| Lage                        | Bezeichnung     | Beschreibung | ID       | Bild |
| --------------------------- | --------------- | --- | -------- | ---- |
| 53° 20′ 49″ N, 9° 39′ 16″ O | Halvesbostel 15 | Flach, gleichmäßig gewölbt. Auf Forstgestell liegend und nur seitlich leicht durch Streifenpflug angeschnitten. Durchmesser 10 m, erhaltene Höhe 0,7 m.                                       | 28959583 | BW   |
| 53° 20′ 48″ N, 9° 39′ 15″ O | Halvesbostel 16 | Flach, unscheinbar, massive Spuren des Heideumbruchs vor der Aufforstung. Durchmesser ca. 10 m, erhaltene Höhe bis 0,6 m.                                                                     | 28959577 | BW   |
| 53° 20′ 46″ N, 9° 39′ 19″ O | Halvesbostel 17 | Wuchtig, rund, durch Forststreifenpflug leicht gestört. Durchmesser 12 m, erhaltene Höhe 1 m.                                                                                                 | 28959680 | BW   |
| 53° 20′ 46″ N, 9° 39′ 15″ O | Halvesbostel 18 | Groß, wuchtig mit abgeplatteter Kuppe. Durchmesser soll 25 m und Höhe 1,4 m betragen haben. In historischer Zeit sollen 15 Fuder Steine für Bauzwecke aus diwsem Hügel entnommen worden sein. | 28959681 | BW   |
| 53° 20′ 51″ N, 9° 39′ 15″ O | Halvesbostel 33 | Flach, rund, im Osten durch den Todtweg angeschnitten, zentral Spuren des Forstspurpfluges. Durchmesser 10 m, erhaltene Höhe 0,7 m.                                                           | 28959694 | BW   |
| 53° 20′ 50″ N, 9° 39′ 15″ O | Halvesbostel 34 | Klein, flach, vom Todweg angeschnitten und vom Forstspurpflug beschädigt. Durchmesser 7,5 m, erhaltene Höhe 0,7 m.                                                                            | 28959697 | BW   |

### Halvesbostel 27
- ID:28959684
- Grabhügelfeld, bestehend aus 7 Grabhügeln mit Durchmessern zwischen 6 – 11 m bei 0,4 – 0,7 m erhaltener Höhe.

| Lage                       | Bezeichnung     | Beschreibung | ID       | Bild |
| -------------------------- | --------------- | --- | -------- | ---- |
| 53° 21′ 7″ N, 9° 39′ 10″ O | Halvesbostel 27 | Sehr flach mit gleichmäßiger Wölbung und deutlich abgesetztem Rand. Durchmesser 11 m, erhaltene Höhe 0,5 m.                                                  | 28986416 | BW   |
| 53° 21′ 6″ N, 9° 39′ 10″ O | Halvesbostel 28 | Klein, flach mit deutlich abgesetztem Rand. Der Forststreifenpflug und der Hollinder Kirchpfad schneiden den Hügel. Durchmesser 7,5 m, erhaltene Höhe 0,6 m. | 28959689 | BW   |
| 53° 21′ 5″ N, 9° 39′ 9″ O  | Halvesbostel 29 | Flach, gleichmäßig gewölbt, stärkere Beschädigungen durch Heideumbruch und Forstmaschinen. Durchmesser 10 m, erhaltene Höhe 0,6 m.                           | 28959692 | BW   |
| 53° 21′ 4″ N, 9° 39′ 9″ O  | Halvesbostel 30 | Flach, gleichmäßig gewölbt, Beschädigungen durch Heideumbruch und Forstmaschinen. Durchmesser 10 m, erhaltene Höhe 0,6 m.                                    | 28959582 | BW   |
| 53° 21′ 3″ N, 9° 39′ 12″ O | Halvesbostel 31 | Flach, von Waldweg überfahren. Durchmesser 10 m, erhaltene Höhe 0,6 m.                                                                                       | 28959695 | BW   |
| 53° 21′ 3″ N, 9° 39′ 11″ O | Halvesbostel 32 | Flach mit leichter Beschädigung durch Heideumbruch. Durchmesser 10 m, erhaltene Höhe 0,7 m.                                                                  | 28959686 | BW   |
| 53° 21′ 4″ N, 9° 39′ 8″ O  | Halvesbostel 35 | Klein, durch Forstmaschinen mehrfach beschädigt, Durchmesser 6 m und erhaltene Höhe 0,4 m.                                                                   | 28959698 | BW   |